# Décès en janvier 2013
Décès
- 2009
- 2010
- 2011
- 2012
- 2013
- 2014
- 2015
- 2016
- 2017

Pour une information complémentaire, voir la page d'aide.

| Date        | Nom                           | Activités | Âge   | Source |
| ----------- | ----------------------------- | --- | ----- | ------ |
| 1er janvier | Moses Bosco Anderson          | Prélat catholique américain. | 84    | (en)   |
| 1er janvier | Lory Blanchard (en)           | Joueur de rugby à XIII international néo-zélandais, puis entraîneur des Kiwis.                                                      | 88    | (en)   |
| 1er janvier | Lucio Dell'Angelo (it)        | Footballeur italien (Fiorentina, Hellas Vérone, Atalanta Bergame).                                                                  | 74    | (it)   |
| 1er janvier | Christopher Martin-Jenkins    | Journaliste sportif britannique, spécialiste du cricket.                                                                            | 67    | (en)   |
| 1er janvier | Patti Page                    | Chanteuse américaine. | 85    | (en)   |
| 2 janvier   | Jeanine Forney                | Actrice française, spécialisée dans le doublage                                                                                     | 73    | (fr)   |
| 2 janvier   | Youri Alexandrov              | Boxeur russe, champion du monde amateur en 1982 (Mouches) pour l'U.R.S.S..                                                          | 49    | (ru)   |
| 2 janvier   | Zaharira Harifai              | Actrice israélienne. | 83    | (en)   |
| 2 janvier   | Géza Koroknay                 | Acteur hongrois. | 64    | (hu)   |
| 2 janvier   | Ladislao Mazurkiewicz         | Footballeur international uruguayen.                                                                                                | 67    |        |
| 2 janvier   | Ian McKeever                  | Alpiniste irlandais, ancien détenteur du record des Sept sommets.                                                                   | 42    | (en)   |
| 2 janvier   | Renzo Soldani                 | Coureur cycliste italien | 87    |        |
| 2 janvier   | Rudolf Szanwald               | Footballeur (gardien de but) international autrichien (Wiener Sport-Club, FK Austria Vienne).                                       | 81    | (de)   |
| 2 janvier   | Teresa Torańska               | Journaliste et écrivain polonaise.                                                                                                  | 69    | (pl)   |
| 3 janvier   | M. S. Gopalakrishnan          | Violoniste de musique indienne. | 82    | (en)   |
| 3 janvier   | Marianne Grunberg-Manago      | Biologiste française, première femme à diriger l'Union internationale de biochimie et à présider l'Académie française des sciences. | 91    |        |
| 3 janvier   | James Halliday                | Homme politique écossais, dirigeant du Parti national écossais (1956-1960).                                                         | 85    | (en)   |
| 3 janvier   | Sergiu Nicolaescu             | Acteur, régisseur et homme politique roumain.                                                                                       | 82    |        |
| 3 janvier   | Patty Shepard                 | Actrice américaine. | 67    | (en)   |
| 3 janvier   | Jaime Ortiz-Patino (en)       | Golfeur espagnol d'origine française, puis créateur de parcours de golf.                                                            | 82    | (en)   |
| 3 janvier   | Thomas Schäuble               | Homme politique allemand membre de l'Union chrétienne-démocrate d'Allemagne (CDU).                                                  | 64    | (de)   |
| 3 janvier   | Burry Stander                 | Coureur de VTT sud-africain. | 25    |        |
| 4 janvier   | George Falconer (en)          | Footballeur écossais (Dundee FC, Raith Rovers).                                                                                     | 66    | (en)   |
| 4 janvier   | Derek Kevan                   | Footballeur international anglais.                                                                                                  | 77    | (en)   |
| 4 janvier   | Tony Lip                      | Acteur américain. | 82    | (en)   |
| 4 janvier   | Lassaad Ouertani              | Footballeur international tunisien.                                                                                                 | 32    |        |
| 4 janvier   | Ievgueni Pepeliaïev           | Pilote de chasse et as de la guerre de Corée, héros de l'Union soviétique.                                                          | 94    | (ru)   |
| 4 janvier   | Nikos Samaras (el)            | Volleyeur international grec. | 42    | (en)   |
| 4 janvier   | Ferdel Schröder               | Homme politique belge. | 65    |        |
| 4 janvier   | Zoran Žižić (en)              | Homme politique monténégrin, Premier ministre de Serbie-et-Monténégro (2000-2001).                                                  | 61    | (sr)   |
| 5 janvier   | Earl Boen                     | Acteur américain. | 81    |        |
| 5 janvier   | Pierre Cogan                  | Coureur cycliste français. | 98    |        |
| 5 janvier   | T. S. Cook                    | Scénariste et producteur de cinéma américain.                                                                                       | 65    | (en)   |
| 5 janvier   | Jean de Herdt                 | Pionnier du judo français et quintuple champion d'Europe.                                                                           | 89    |        |
| 5 janvier   | Ann-Britt Leyman              | Athlète (sprint et saut en longueur) suédoise, médaillée de bronze aux Jeux olympiques de 1948l.                                    | 90    | (sv)   |
| 5 janvier   | Joseph-Aurèle Plourde         | Prélat catholique canadien, archevêque d'Ottawa de 1967 à 1989.                                                                     | 97    |        |
| 5 janvier   | Claude Préfontaine            | Comédien québécois. | 79    |        |
| 5 janvier   | Harry Searson (es)            | Footballeur (gardien) anglais (Sheffield Wednesday, York City, Leeds United).                                                       | 88    | (en)   |
| 5 janvier   | Ye Si                         | Poète, écrivain et universitaire chinois de Hong Kong.                                                                              | 63    | (en)   |
| 5 janvier   | Sol Yurick                    | Écrivain américain. | 87    |        |
| 5 janvier   | Vladimir Šenauer (en)         | Footballeur croate (Hajduk Split, FC Kärnten, OFK Belgrade).                                                                        | 82    | (hr)   |
| 6 janvier   | Giovanna Bemporad             | Poétesse et traductrice italienne.                                                                                                  | 84    | (it)   |
| 6 janvier   | Mikey Clancy                  | Véliplanchiste irlandais. | 22    | (en)   |
| 6 janvier   | Gerard Helders (en)           | Homme politique néerlandais, ancien ministre et membre du Conseil d'État, par ailleurs doyen des Pays-Bas.                          | 107   | (nl)   |
| 6 janvier   | Jon Ander López (en)          | Footballeur (gardien de but) espagnol (SD Eibar, UD Salamanca, Écija Balompié).                                                     | 36    | (es)   |
| 6 janvier   | Jean-Guy Rodrigue             | Ingénieur, syndicaliste et homme politique québécois.                                                                               | 75    |        |
| 6 janvier   | Bart van den Bossche          | Chanteur belge flamand. | 48    | (nl)   |
| 7 janvier   | David Richard Ellis           | Réalisateur sud-africano-américain.                                                                                                 | 60    |        |
| 7 janvier   | Huell Howser                  | Acteur et personnalité télévisuelle américain.                                                                                      | 67    | (en)   |
| 7 janvier   | Ada Louise Huxtable           | Journaliste et critique américaine, spécialisée dans l'architecture, Prix Pulitzer en 1970.                                         | 91    | (en)   |
| 7 janvier   | Jiřina Jirásková (en)         | Actrice tchèque, présidente du comité tchèque de l'UNICEF.                                                                          | 81    | (en)   |
| 7 janvier   | Émile Koehl                   | Homme politique français, ancien député de la 1re circonscription du Bas-Rhin.                                                      | 75    |        |
| 7 janvier   | Louise Laurin                 | Éducatrice et militante politique québécoise.                                                                                       | 77    |        |
| 8 janvier   | Kenojuak Ashevak              | Artiste inuite canadienne. | 85    |        |
| 8 janvier   | Bernard Delcampe              | Footballeur français, finaliste de la Coupe de France 1956 avec l'AS Troyes-Savinienne.                                             | 80    |        |
| 8 janvier   | Alasdair Milne                | Journaliste britannique, ancien directeur général de la BBC.                                                                        | 82    | (en)   |
| 8 janvier   | Cornel Pavlovici              | Footballeur international roumain.                                                                                                  | 69    | (ro)   |
| 8 janvier   | Pierre Veilletet              | Journaliste et écrivain français.                                                                                                   | 69    |        |
| 9 janvier   | James M. Buchanan             | Économiste américain. | 93    |        |
| 9 janvier   | Sakine Cansiz                 | Cofondatrice du Parti des travailleurs du Kurdistan (PKK).                                                                          | 54/55 | (en)   |
| 9 janvier   | Jean Cavadini                 | Personnalité politique suisse. | 76    |        |
| 10 janvier  | Antonino Calderone            | Mafioso italien. | 77    | (en)   |
| 10 janvier  | Jean-Christophe Cassard       | Professeur d'histoire médiévale à l'université de Bretagne occidentale.                                                             | 61    |        |
| 10 janvier  | George Gruntz                 | Pianiste suisse de jazz. | 80    | (de)   |
| 10 janvier  | Jacques Heers                 | Historien français | 88    |        |
| 10 janvier  | Ba Mamadou dit M'Baré         | Homme politique mauritanien, président par intérim et président du Sénat.                                                           | 67    |        |
| 10 janvier  | Claude Nobs                   | Fondateur et directeur du Montreux Jazz Festival, de nationalité suisse.                                                            | 76    |        |
| 10 janvier  | Lucien Poirier                | Général français, père de la doctrine de la dissuasion nucléaire française.                                                         | 94    |        |
| 10 janvier  | Jorge Selarón                 | Peintre et céramiste chilien, créateur de l'escalier Selarón.                                                                       | 65    |        |
| 11 janvier  | Thomas Bourgin (es)           | Pilote moto français, décédé pendant le Rallye Dakar 2013.                                                                          | 25    |        |
| 11 janvier  | Jean Brocard                  | Homme politique français, député de la Haute-Savoie (1968-1993).                                                                    | 92    |        |
| 11 janvier  | David Chisnall (en)           | Joueur de rugby à XIII anglais, international avec l'Angleterre et les Lions Britanniques.                                          | 64    | (en)   |
| 11 janvier  | Guido Forti                   | Pilote automobile Italien, cofondateur et directeur de l'écurie Forti Corse.                                                        | 72    |        |
| 11 janvier  | Nguyên Khanh                  | Ancien chef d'État et Premier ministre du Sud-Viêt Nam.                                                                             | 86    |        |
| 11 janvier  | Mariangela Melato             | Actrice italienne. | 71    |        |
| 11 janvier  | Aaron Swartz                  | Informaticien et militant d'internet américain.                                                                                     | 26    | (en)   |
| 12 janvier  | John Martin Darko             | Évêque catholique ghanéen, évêque de Sekondi-Takoradi de 1998 à 2011.                                                               | 67    | (en)   |
| 12 janvier  | Eugénie Dauzat                | Supercentenaire française. | 112   |        |
| 12 janvier  | Helen Elliot (en)             | Pongiste écossaise, double championne du monde double dames.                                                                        | 85    | (en)   |
| 12 janvier  | Harry Fearnley (en)           | Footballeur (gardien de but) anglais (Huddersfield Town, Oxford United, Doncaster Rovers).                                          | 77    | (en)   |
| 12 janvier  | Jean Krier                    | Poète luxembourgeois. | 64    | (de)   |
| 12 janvier  | Robert Lavergne               | Peintre post-impressionniste et graphologue français.                                                                               | 92    |        |
| 12 janvier  | Anna Lizaran                  | Actrice espagnole. | 68    | (ca)   |
| 12 janvier  | Koto Ōkubo                    | Doyenne de l'humanité japonaise. | 115   | (en)   |
| 12 janvier  | Viktor Platan                 | Pentathlète finlandais, quadruple médaillé aux championnats du monde.                                                               | 93    | (fi)   |
| 12 janvier  | Iouri Schmidt                 | Avocat russe, défenseur des droits de l'homme et récipiendaire du prix Petra Kelly.                                                 | 75    |        |
| 12 janvier  | Roy Sinclair (en)             | Footballeur anglais (Tranmere Rovers, Watford FC).                                                                                  | 68    | (en)   |
| 13 janvier  | Bille Brown                   | Acteur et directeur de théâtre australien.                                                                                          | 61    | (en)   |
| 13 janvier  | Andrea Carrea                 | Coureur cycliste italien. | 88    | (it)   |
| 13 janvier  | Jacki Clérico                 | Dirigeant du Moulin Rouge. | 83    |        |
| 13 janvier  | Hernán del Canto              | Homme politique chilien, ancien Ministre de l'Intérieur (1972).                                                                     | 72    | (es)   |
| 13 janvier  | Sanivalati Laulau (en)        | Joueur de rugby à XV international fidjien (32 sélections).                                                                         | 61    | (en)   |
| 13 janvier  | Chia-Chiao Lin                | Mathématicien sino-américain. | 96    | (zh)   |
| 13 janvier  | Rusi Surti (en)               | Joueur de cricket international indien (26 tests et 160 First-class).                                                               | 76    | (en)   |
| 13 janvier  | Geoff Thomas (en)             | Footballeur gallois (Swansea City).                                                                                                 | 64    | (en)   |
| 13 janvier  | Arthur Wightman               | Mathématicien américain (Axiomes de Wightman).                                                                                      | 90    | (en)   |
| 14 janvier  | Giorgio Alverà (it)           | Bobeur italien, champion du monde 1975 (Bob à deux).                                                                                | 69    | (en)   |
| 14 janvier  | Conrad Bain                   | Acteur canadien. | 89    |        |
| 14 janvier  | André Bay                     | Éditeur, traducteur, écrivain français.                                                                                             | 96    |        |
| 14 janvier  | Prospero Gallinari (it)       | Terroriste italien, membre des Brigades rouges.                                                                                     | 62    | (it)   |
| 14 janvier  | Guy Herlory                   | Médecin et homme politique français, ex-député du Front national.                                                                   | 92    |        |
| 14 janvier  | John McKinlay                 | Rameur (aviron) américain, médaillé olympique (quatre sans barreur).                                                                | 80    | (en)   |
| 15 janvier  | Éric Béchu                    | Joueur puis entraîneur français de rugby à XV.                                                                                      | 53    |        |
| 15 janvier  | Chucho Castillo               | Boxeur mexicain, champion du monde poids coqs WBA et WBC.                                                                           | 68    | (ru)   |
| 15 janvier  | Nagisa Ōshima                 | Cinéaste japonais. | 80    |        |
| 15 janvier  | Michel Pollien                | Évêque français, évêque auxiliaire de Paris de 1996 à 2012.                                                                         | 75    |        |
| 15 janvier  | Jean-Bertrand Pontalis        | Philosophe, psychanalyste et écrivain français.                                                                                     | 89    |        |
| 15 janvier  | Zurab Popkhadze (en)          | Footballeur international géorgien (Vladikavkaz, Kryvbass Kryvyï Rih).                                                              | 40    | (ru)   |
| 15 janvier  | John Thomas                   | Athlète américain, médaillé d'argent aux Jeux olympiques de 1964 et de bronze aux Jeux olympiques de 1960.                          | 71    | (en)   |
| 15 janvier  | Yuli Turovsky                 | Violoncelliste et chef d'orchestre russo-canadien montréalais.                                                                      | 73    |        |
| 16 janvier  | André Cassagnes               | Inventeur français. | 86    |        |
| 16 janvier  | Burhan Doğançay               | Artiste turc. | 83    | (en)   |
| 16 janvier  | Noé Hernández                 | Athlète mexicain, médaillé d'argent aux Jeux Olympiques 2000 de Sydney.                                                             | 34    |        |
| 16 janvier  | Barry Holloway                | Homme politique papou-néo-guinéen.                                                                                                  | 78    | (en)   |
| 16 janvier  | Ded Khassan                   | Mafieux et criminel russe. | 75    |        |
| 16 janvier  | Samson Kimobwa                | Athlète de fond kényan. | 57    |        |
| 16 janvier  | Louise Martini                | Actrice et animatrice de radio autrichienne.                                                                                        | 81    | (de)   |
| 16 janvier  | Yevdokiya Mekshilo            | Fondeuse soviétique, médaille d'or et d'argent aux jeux olympiques d'hiver de 1964.                                                 | 81    | (ru)   |
| 16 janvier  | Gussy Moran                   | Joueuse de tennis américaine de la fin des années 1940.                                                                             | 89    | (en)   |
| 16 janvier  | John Nkomo (en)               | Homme politique zimbabwéen, vice-président du Zimbabwe (en exercice).                                                               | 78    | (en)   |
| 16 janvier  | Nic Potter (en)               | Musicien (bassiste) et compositeur anglais, ancien membre du groupe Van der Graaf Generator.                                        | 61    | (en)   |
| 16 janvier  | Perrette Pradier              | Actrice française. | 74    |        |
| 16 janvier  | Isidro Pérez                  | Boxeur mexicain, champion du monde Poids mouches WBO.                                                                               | 47    | (en)   |
| 16 janvier  | Guido Veroi                   | Sculpteur italien. | 86    | (it)   |
| 16 janvier  | Dick Westcott (en)            | Joueur de cricket international sud-africain (5 tests, 51 first-class).                                                             | 85    | (en)   |
| 17 janvier  | Jakob Arjouni                 | Écrivain allemand. | 48    | (de)   |
| 17 janvier  | Yves Debay                    | Journaliste et correspondant de guerre franco-belge.                                                                                | 58    |        |
| 17 janvier  | Alexandre Dolmatov            | Ingénieur de missiles, militant du parti non officiel Autre Russie et membre de l’ancien Parti national-bolchevique.                | 36    |        |
| 17 janvier  | Michaël Grunelius             | Homme d'affaires et entrepreneur français, fondateur de la première agence d'intérim en France.                                     | 83    |        |
| 17 janvier  | Fernando Guillén              | Acteur espagnol. | 81    | (es)   |
| 17 janvier  | James Hood (en)               | Pionnier du Mouvement des droits civiques aux États-Unis, premier étudiant afro-américain inscrit à l'Université de l'Alabama.      | 70    | (en)   |
| 17 janvier  | Tony Martin                   | Historien américain, d'origine trinidadienne, professeur émérite au Wellesley College.                                              | 70    | (en)   |
| 17 janvier  | Robert Quibel                 | Contrebassiste français. | 82    |        |
| 17 janvier  | Jean-Pierre Roux              | Homme politique français, ancien député du Vaucluse.                                                                                | 74    |        |
| 17 janvier  | Lizbeth Webb                  | Soprano et comédienne anglaise (Blanches colombes et vilains messieurs).                                                            | 86    | (en)   |
| 18 janvier  | Martin Barbarič (en)          | Footballeur tchèque (Slovan Liberec).                                                                                               | 42    | (cs)   |
| 18 janvier  | Peter Boyle (en)              | Footballeur international australien d'origine écossaise (Clyde FC).                                                                | 61    | (en)   |
| 18 janvier  | Walmor Chagas                 | Acteur brésilien. | 82    | (pt)   |
| 18 janvier  | Sean Fallon                   | Footballeur et entraîneur irlandais.                                                                                                | 90    | (en)   |
| 18 janvier  | Ken Jones                     | Footballeur gallois. | 77    | (en)   |
| 18 janvier  | Alfons Lemmens (es)           | Footballeur néerlandais (PSV Eindhoven).                                                                                            | 93    | (nl)   |
| 18 janvier  | Walter Lewino                 | Ancien combattant, journaliste et chroniqueur français.                                                                             | 88    |        |
| 18 janvier  | Jacques Sadoul                | Éditeur et écrivain français. | 78    |        |
| 18 janvier  | Ernst Wechselberger           | Footballeur allemand. | 81    | (de)   |
| 18 janvier  | Ian Wells (en)                | Footballeur anglais (Hereford United).                                                                                              | 48    | (en)   |
| 19 janvier  | Anatoli Bannik                | Joueur d'échecs soviétique, puis ukrainien et allemand.                                                                             | 91    | (ru)   |
| 19 janvier  | Abderrahim Goumri             | Athlète de cross marocain. | 34    |        |
| 19 janvier  | İsmet Hürmüzlü                | Acteur, scénariste et régisseur turkmène d'Irak.                                                                                    | 74    | (tr)   |
| 19 janvier  | Steve Knight                  | Musicien (claviériste) américain, ancien membre du groupe Mountain.                                                                 | 77    | (en)   |
| 19 janvier  | Stan Musial                   | Joueur américain de baseball. | 92    |        |
| 19 janvier  | Andrée Putman                 | Architecte d'intérieur et designer française.                                                                                       | 87    |        |
| 19 janvier  | A. Rafiq                      | Chanteur dangdut indonésien. | 64    | (en)   |
| 19 janvier  | Kōki Taihō                    | yokozuna japonais. | 72    | (en)   |
| 19 janvier  | Earl Weaver                   | Entraîneur américain de baseball.                                                                                                   | 82    |        |
| 20 janvier  | Richard Garneau               | Commentateur sportif québécois. | 82    |        |
| 20 janvier  | Gilles Le Blanc               | Économiste français. | 43    |        |
| 20 janvier  | Alain Scoff                   | Scénariste, dramaturge et écrivain français.                                                                                        | 72    |        |
| 20 janvier  | Toyo Shibata                  | Poétesse japonaise. | 101   | (en)   |
| 20 janvier  | Jörg Steiner                  | Écrivain suisse allemand. | 82    | (en)   |
| 20 janvier  | Maryse Vaillant               | Psychologue et écrivain française.                                                                                                  | 68    |        |
| 20 janvier  | Freddie Williams              | Pilote de speedway gallois, double champion du monde de la discipline.                                                              | 86    | (en)   |
| 21 janvier  | Alden W. Clausen              | Financier américain, président de la Banque mondiale et de la Bank of America.                                                      | 89    | (en)   |
| 21 janvier  | Riccardo Garrone              | Chef d'entreprise italien et président de l'UC Sampdoria Gênes.                                                                     | 76    |        |
| 21 janvier  | Konstanze Vernon              | Danseuse et chorégraphe allemande.                                                                                                  | 84    | (de)   |
| 21 janvier  | Michael Winner                | Réalisateur britannique. | 77    |        |
| 22 janvier  | Said Ali al-Shihri (en)       | Terroriste saoudien, un des leaders d'Al-Qaïda dans la péninsule Arabique.                                                          | 39    | (en)   |
| 22 janvier  | Ignacio Barrios               | Peintre mexicain. | 82    | (es)   |
| 22 janvier  | Robert Bonnaud                | Historien et militant anti-colonialiste français.                                                                                   | 83    |        |
| 22 janvier  | Olivier Chevrillon            | Haut fonctionnaire, éditorialiste et homme de presse français.                                                                      | 83    |        |
| 22 janvier  | Leslie Frankenheimer          | Chef décoratrice américaine, 4 fois primée aux Emmy Awards (Blade Runner).                                                          | 64    | (en)   |
| 22 janvier  | Anna Litvinova                | Mannequin russe, participante à Miss Univers 2006.                                                                                  | 29    | (ru)   |
| 22 janvier  | Günther Maritschnigg          | Lutteur allemand, médaillé d'argent Jeux olympiques d'été de 1960.                                                                  | 79    | (de)   |
| 22 janvier  | Lídia Mattos                  | Actrice brésilienne. | 88    | (pt)   |
| 22 janvier  | Lucyna Winnicka               | Actrice polonaise. | 84    | (pl)   |
| 23 janvier  | Józef Glemp                   | Cardinal polonais, ancien archevêque de Varsovie.                                                                                   | 83    |        |
| 23 janvier  | Jacques Grimonpon             | Footballeur français, champion de France en 1946 avec le LOSC Lille.                                                                | 87    |        |
| 23 janvier  | Tom Jankiewicz (en)           | Scénariste américain (Tueurs à gages).                                                                                              | 49    | (en)   |
| 23 janvier  | Charles Jolibois              | Homme politique français, sénateur de Maine-et-Loire.                                                                               | 84    |        |
| 23 janvier  | Lucien Paiement               | Maire de Laval (1973-1981), au Québec.                                                                                              | 80    |        |
| 23 janvier  | Jimmy Payne (en)              | Footballeur anglais (Liverpool FC, Everton FC).                                                                                     | 86    | (en)   |
| 23 janvier  | Veit Relin                    | Metteur en scène, acteur et scénariste autrichien.                                                                                  | 86    | (de)   |
| 23 janvier  | Jean Vilnet                   | Évêque français, ancien président de la CEF.                                                                                        | 90    |        |
| 23 janvier  | Peter van der Merwe (en)      | Joueur de cricket international sud-africain (15 tests, 94 first-class).                                                            | 75    | (en)   |
| 24 janvier  | José Colomer                  | Joueur de hockey sur gazon international espagnol, médaillé de bronze olympique en 1960.                                            | 77    | (en)   |
| 24 janvier  | Dave Harper (en)              | Footballeur anglais (Millwall, Ipswich Town, Swindon Town, Leyton Orient).                                                          | 74    | (en)   |
| 24 janvier  | Miroslav Janů (en)            | Footballeur tchèque (Slavia Prague, Bohemians Prague) puis entraîneur.                                                              | 53    | (en)   |
| 24 janvier  | Richard G. Stern              | Romancier américain. | 84    | (en)   |
| 25 janvier  | Martial Asselin               | Homme politique canado-québécois.                                                                                                   | 89    |        |
| 25 janvier  | Ron Burton                    | Pianiste et organiste américain de jazz.                                                                                            | 78    | (en)   |
| 25 janvier  | Normand Corbeil               | Compositeur québécois. | 56    |        |
| 25 janvier  | Kevin Heffernan               | Joueur de football gaélique et de hurling irlandais puis entraîneur.                                                                | 83    | (en)   |
| 25 janvier  | Shōzō Shimamoto               | Artiste contemporain japonais, membre du mouvement d'avant-garde Gutai.                                                             | 85    |        |
| 25 janvier  | John Wood (en)                | Kayakiste canadien, médaillé d'argent olympique en 1976.                                                                            | 62    | (en)   |
| 26 janvier  | Leroy "Sugarfoot" Bonner (en) | Musicien (guitariste) américain, membre des Ohio Players.                                                                           | 69    | (en)   |
| 26 janvier  | Stefan Kudelski               | Ingénieur du son polonais établi en Suisse, fondateur de l'entreprise Kudelski.                                                     | 84    |        |
| 26 janvier  | Patricia Lovell               | Productrice et actrice Australienne.                                                                                                | 83    | (en)   |
| 26 janvier  | Hiroshi Nakajima              | Médecin japonais, directeur général de l'OMS de 1988 à 1998.                                                                        | 84    |        |
| 26 janvier  | Acer Nethercott               | Barreur britannique, médaillé d'argent aux Jeux olympiques d'été de 2008, à Pékin.                                                  | 35    | (en)   |
| 27 janvier  | Ivan Bodiul                   | Ancien premier secrétaire du Parti communiste de Moldavie.                                                                          | 95    | (en)   |
| 27 janvier  | Kristian Brisson              | Écrivain breton. | 85    |        |
| 27 janvier  | Éamon de Buitléar             | Écrivain, réalisateur et musicien irlandais.                                                                                        | 83    | (en)   |
| 27 janvier  | Bernard Dhéran                | Acteur français. | 86    |        |
| 27 janvier  | Phạm Duy                      | Compositeur vietnamien, auteur de plus de 1000 chansons.                                                                            | 91    | (en)   |
| 27 janvier  | Stanley Karnow                | journaliste et historien américain.                                                                                                 | 87    | (en)   |
| 27 janvier  | Jean Weinbaum                 | Peintre suisse puis américain. | 86    |        |
| 28 janvier  | Eddy Choong                   | Joueur de badminton malaisien, 4 fois vainqueur de l'Open d'Angleterre.                                                             | 82    | (en)   |
| 28 janvier  | Reg Jenkins (en)              | Footballeur anglais (Plymouth Argyle, Exeter City, Torquay United, Rochdale AFC).                                                   | 74    | (en)   |
| 28 janvier  | John Karlin                   | Psychologue et industriel américain.                                                                                                | 94    | (en)   |
| 28 janvier  | Ladislav Pavlovič             | Footballeur international tchécoslovaque.                                                                                           | 87    | (sk)   |
| 28 janvier  | Ceija Stojka                  | Écrivaine rom autrichienne, survivante de la Shoah.                                                                                 | 79    |        |
| 29 janvier  | Ferris Ashton (en)            | Joueur de rugby à XIII international australien.                                                                                    | 86    | (en)   |
| 29 janvier  | Frank Horace Hahn             | Économiste britannique, professeur à la London School of Economics.                                                                 | 87    | (en)   |
| 29 janvier  | Anselm Hollo                  | Poète finnois. | 78    | (en)   |
| 29 janvier  | Bernard Horsfall              | Acteur anglais. | 82    | (en)   |
| 29 janvier  | Gordon H. Mansfield           | Homme politique américain, Secrétaire aux Anciens combattants des États-Unis.                                                       | 71    | (en)   |
| 29 janvier  | Butch Morris                  | Cornettiste, compositeur et chef d'orchestre de jazz américain.                                                                     | 65    | (en)   |
| 29 janvier  | Reinhold Stecher              | Prélat catholique autrichien. | 91    | (en)   |
| 30 janvier  | Gamal Al-Banna                | Théologien musulman égyptien. | 92    |        |
| 30 janvier  | Patty Andrews                 | Chanteuse américaine, cadette et dernière survivante du trio des Andrews Sisters.                                                   | 94    |        |
| 30 janvier  | Alexandre Denguet Atiki       | Homme politique congolais, député, ministre et ambassadeur en France.                                                               | 76    |        |
| 30 janvier  | Michèle Brabo                 | Photographe et actrice française.                                                                                                   | 96    |        |
| 30 janvier  | José Cardona (en)             | Footballeur international hondurien (Elche CF, Atlético de Madrid).                                                                 | 73    | (es)   |
| 30 janvier  | André Chaumeau                | Acteur français. | 88    |        |
| 30 janvier  | Christian Guy                 | Journaliste français. | 76    |        |
| 30 janvier  | Diane Marleau                 | Femme politique canado-ontarienne.                                                                                                  | 69    |        |
| 30 janvier  | Jean Morellon                 | Homme politique français, ancien député de la 2e circonscription du Puy-de-Dôme.                                                    | 92    |        |
| 30 janvier  | Ann Rabson                    | Chanteuse, guitariste et pianiste de blues américaine.                                                                              | 67    | (en)   |
| 30 janvier  | Roger Raveel                  | Artiste peintre belge flamand. | 91    |        |
| 30 janvier  | Willy Vandermeulen            | Éditeur belge. | 80    |        |
| 31 janvier  | Joseph Cassidy                | Prélat catholique irlandais. | 79    | (en)   |
| 31 janvier  | Hassan Habibi (en)            | Homme politique et universitaire iranien, ancien ministre et premier vice-président.                                                | 76    | (fa)   |
| 31 janvier  | Caleb Moore (en)              | Motoneigiste et quadiste américain.                                                                                                 | 25    |        |
| 31 janvier  | Jacques Nguyên Van Mâu        | Prélat catholique vietnamien. | 99    |        |
| 31 janvier  | Timir Pinegin (en)            | Marin russe, champion olympique 1960 (Star) pour l'U.R.S.S..                                                                        | 85    | (ru)   |